# Monarrhenus
Genre
Classification phylogénétique
Monarrhenus est un genre de plante à fleurs de la  famille des Asteraceae. Ce sont des arbrisseaux, endémiques des Mascareignes, présents exclusivement sur les parois de certaines falaises. 

## Espèces
- Monarrhenus pinifolius,
- Monarrhenus salicifolius.